# Гамазкова, Ина Липовна
И́на Ли́повна Гамазко́ва (псевдоним Инна Гамазкова, урождённая Ина Липовна Шварц) (15 февраля 1945, Омск — 15 мая 2020, Москва) — советский и российский детский писатель и поэт, журналист и сценарист.
В 2013 году удостоена премии имени Корнея Чуковского в номинации «За плодотворную деятельность, стимулирующую интерес детей к чтению».

## Псевдоним
Родители намеревались назвать дочь Диной, но в процессе регистрации новорожденной первая буква имени была утрачена. Неологизм Ина впоследствии часто воспринимался посторонними как неправильно написанное имя Инна, и к нему добавляли вторую «н», что И. Гамазковой пришлось принять как данность, когда она начала публиковать свои произведения.
В 1970 г. Ина взяла фамилию мужа, Константина Александровича Гамазкова, историка, япониста, кандидата исторических наук.

## Биография и творчество
В 1971 г. окончила вечернее отделение Московского областного педагогического института им. Н. К. Крупской и получила диплом учителя биологии и химии в средней школе. До этого окончила в 1964 г. Московский библиотечный техникум. Этот выбор отражает основные предпочтения И. Гамазковой — увлечение литературой и интерес к биологии.
С 1970 г. по 1993 г. работала во ВНИИхимпроект, — организации, направлением деятельности которой была бытовая химия, — лаборантом, потом научным сотрудником Отдела инсектицидных и репеллентных препаратов. Стала   автором шести патентных заявок.
Параллельно с научной работой и изобретательской деятельностью (которую объясняла «инстинктом улучшательства»), писала стихи и прозу, повышала профессиональный уровень как литератор. В своем «писательском» образовании насчитывала пять студий:
- В. Кожинова (литературная студия при «Трехгорной мануфактуре»);
- Л. Виноградова (литературная студия «Обелиск» при МВД);
- Я. Акима и Ю. Сотника (литературный семинар при Союзе писателей);
- С. Иванова и Ю. Кушака (литературный семинар при Союзе писателей, где И. Гамазкова была старостой);
- Ю. Коваля (литературный семинар при редакции журнала «Мурзилка»).

Начала печататься в конце 70-х гг. как юморист на последней полосе «Литературной газеты» в рубрике «12 строк». Но довольно скоро стала писать стихи для детей. Первая книга — «Это я говорю!» — вышла в 1990 г. в издательстве «Малыш». В 1996 г. вступила в Московскую городскую организацию Союза писателей России.
Свойственное изобретателям умение нестандартно мыслить и соединять разные области знания использовала в литературном творчестве. Написала две стихотворные азбуки, одну из них — в загадках. Зарифмовала англо-русский разговорник («Английский для лентяев», М., 2000). Составила энциклопедию сказочных предметов («Музей Бабы Яги, или Сказочная энциклопедия Кота Ученого», М., Белый город, 2013). Написала ряд познавательных книг для детей, посвященных биологии.
Работала в таком «трудном» жанре, как загадки-обманки:
Если знаний полна голова,
Значит, в школе получишь ты…
Не умеешь читать и писать,
Значит, в школе получишь ты…
В целом, творчество И. Гамазковой продолжает традиции игровой поэзии (начатые К.И. Чуковским, С.Я. Маршаком и ОБЭРИУ) с её неожиданным взглядом на вещи и словесным озорством:
Я, когда стою, то в высоту
Сто пятьдесят девять сантиметров.
А когда прилягу, то в длину
Сто пятьдесят девять сантиметров.
В этом есть высокий смысл и связь,
Здесь печаль, но здесь же и отрада:
Если я в длину не удалась,
То зато я в высоту что надо!
Опэршись на сэкретэр
Мэкинтош примэрил мэр.
«Мэрзкий цвэт», — замэтил мэр,
Снял, замэрзнул и помэр,
Потому что в мэрии дуло из-под двэрии.
Привэрэда этот мэр,
Не бэри с него примэр!
С 1993 по 2001 год И. Гамазкова работала старшим редактором детской сказочной газеты «Жили-были»: заказывала, подбирала и писала художественные и познавательные тексты и реализовала «инстинкт улучшательства» — теперь уже в области литературной правки. 
С 2004 по 2018 г. работала педагогом-организатором во Дворце детского творчества на Воробьевых горах, где писала сценарии и тексты песен к детским праздникам, используя свои наработки в игровой поэзии.
Долгие годы сотрудничала с Московским областным кукольным театром и театром детской книги «Волшебная лампа».
Умерла 15 мая 2020 года от COVID-19. Похоронена на Хованском кладбище.

### Книги
- Это я говорю! М., Малыш. 1990
- Врунгель во льду и в пустыне (с Марком Шварцем). М., Кристина и Ко, 1994
- Азбука в загадках. М., Век 2, 1995
- Про мальчишек, про девчонок. М., Дрофа, 1997
- Новогоднее волшебство. М., Слово/Slovo, 1999
- Азбука. М., Оникс, 2000, 2006, 2010,  2018
- Английский для лентяев. М., 2000
- Что мы говорим, когда говорим. М., Слово/Slovo, 2000
- Кто летает? М., Детская литература, 2000
- Говорящая занавеска. (с Марком Шварцем). М., Дрофа, 2002
- Сказки про нашего президента (с Сергеем Седовым). М., Русская семья, 2004
- Море (с Марком Шварцем). М., Стрекоза, 2004
- Кто в море живёт? М., Стрекоза-пресс, 2005, 2006
- У кого какие мамы. М., Стрекоза-пресс, 2006, 2007, 2008
- Бабочки, жуки и стрекозы. М., Дрофа плюс, 2006
- Животные дальних стран. М., Дрофа плюс, 2006
- Подводный мир (с Марком Шварцем). М., Стрекоза-пресс, 2006
- Животные-рекордсмены. М, Стрекоза-пресс, 2006
- Сказка о художнике и волшебном кораблике. Боголюбов. М., Белый город, 2006
- Сказка о влюбленном художнике. Константин Юон. М., Белый город, 2006
- Сказка о художнике и полководце. Алексей и Павел Корины. М., Белый город, 2006
- Азбука в загадках и обманках. М., Дрофа плюс, 2007
- Топотушки. М, Стрекоза-пресс, 2007
- Комнатные растения, М., Дрофа плюс, 2007
- Доисторические животные. М., Дрофа плюс, 2007
- Замечательные родители и их удивительные детеныши. М., Белый город, 2008
- Почитай-ка, посчитай-ка (с Марком Шварцем), Тула, Родничок, 2008
- Животные: Кто самый-самый? М., Белый город, 2008
- Гнезда, норки, домики, М., Белый город, 2009
- Животные: помощники и друзья. М., Белый город, 2010
- Музей Бабы Яги, или сказочная энциклопедия Кота Ученого, М., Белый город, 2013
- Загадки-обманки. М., Дрофа, 2013
- Доскажи словечко. М., Дрофа, 2013
- Во! Семья (с Марком Шварцем). М., Детская литература, 2013
- Приключения принцессы-рыбки. М., Издательский дом Марины Сергеевой, 2015

### Периодика
Периодические издания, в которых публиковались произведения И. Гамазковой: «Литературная газета», «Трамвай», «Маленькая тележка», «Мурзилка», «Куча-мала», «Жили-были», «Фонтан», «Аз, буки, веди», «Колобок», «Учительская газета», «Семейное чтение», «Детский сад», «Домашний очаг», «Читайка», «Кукумбер», «Я большой», «Дошкольное образование», «Школьный вестник», «Юность», «Сельский механизатор», «Пионер», «МК», «Улица Сезам», «Колобок и 2 жирафа» и др.